# Marcos (motoryzacja)
Marcos – brytyjskie przedsiębiorstwo branży motoryzacyjnej, zajmujące się produkcją samochodów sportowych. Przedsiębiorstwo zostało założone w 1959 roku i dwukrotnie bankrutowało – w 1972 i 2001 roku. Obecnie funkcjonujące Marcos Engineering powstało w 2002 roku, a jego siedziba mieści się w Kenilworth, w hrabstwie Warwickshire, w Anglii.